# Соединяющие узлы
Соединя́ющие узлы́ (или соедини́тельные узлы́) (англ. bend) — временные узлы, которые соединяют вместе концы двух коротких тросов в один длинный для удлинения. Также позволяют соединить концы одной и той же альпинистской верёвки для создания замкнутой петли для самостраховки в альпинизме. Для надёжного соединения используют верёвки из одного и того же материала. Для прочного соединения используют верёвки одного и того же диаметра. Необходимы контрольные (сто́порные) узлы по обеим сторонам от соединяющего узла ходовыми концами верёвок на коренных. Соединяющие узлы могут быть временными с возможностью развязать после использования и постоянными для окончательного завязывания без намерения развязывать.
Петлевой соединяющий узел, если ввязан в кольцо, то выполняет роль штыка. Потому по морской традиции английского парусного флота, некоторые узлы (рыбацкий, гафельный, лисельный, фаловый, ревантовый, бревенчатый) считают исключениями, и хотя их причисляют к категории штыков, но по своей сути они являются соединяющими узлами.
Зачастую ради удлинения привязывают штыком (схватывающим узлом) трос меньшего диаметра к фалу большего диаметра. В этом случае штык выступает в роли соединяющего узла. Однако, по большому счёту, это не совсем верно, так как штык завязывают лишь одним концом троса меньшего диаметра, в то время как конец фала большего диаметра остаётся незадействованным. В подлинном смысле слова, соединяющий узел состоит из двух половин — узел (или шлаги), завязанный первым концом троса на втором, и узел, завязанный вторым концом троса на первом.
Согласно «Книге узлов Эшли», узлы, в общем, подразделяют на 4 класса:
- Соединяющие (bends) — соединяют концы верёвок вместе[3][15]
- Штыковые (hitches) — прикрепляют верёвку к объекту[16][17][18]
- Стопорные (knots) — утолщения на верёвке, петли, декоративные узлы[19]
- Сплесневые (splices) — способ сращивания тросов[14]

## Перечень и применение соединяющих узлов

### В альпинизме
- Дубовый узел — для временного связывания вместе концов двух основных альпинистских верёвок
- Грейпвайн (двойной рыбацкий узел) — для постоянного связывания вместе концов репшнура для создания замкнутой петли
- Тройной рыбацкий узел — для постоянного связывания верёвок из особо скользких материалов (дайнима, спектра)
- Восьмёрка — для прочного и надёжного временного соединения вместе концов двух альпинистских верёвок
- Встречный узел — для постоянного соединения вместе преимущественно двух лент
- Восьмёрка петлёй — для временного связывания репшнура для объединения точек крепления станции
- Узел проводника — для временного связывания репшнура при создании точки крепления
- Регулируемый соединительный узел Роберта Чисналла — альпинистский, соединяющий базовые верёвки равного диаметра, временный узел на основе рыболовного узла

### В морском деле
- Шкотовый узел — для временного и скорого соединения тросов или прикрепления конца троса к середине другого
- Бекетовый узел — для временного соединения конца троса к огону другого
- Брам-шкотовый узел — временное крепление двух тросов
- Булинь (беседочный узел) — временное соединение тросов двумя петлями
- Докерский  узел — временное присоединение линя к канату на швартовке корабля
- Гафельный узел — временное прочное крепление снасти к рее
- Лисельный узел — временное крепление снасти к рее
- Фаловый узел — временное крепление снасти к рее
- Лисель-галсовый узел — временное крепление снасти к рее
- Плоский узел — временное соединение двух толстых канатов с прихваченными концами при буксировке корабля
- Кинжальный узел — временное соединение двух толстых фалов для частого связывания-развязывания
- Задвижной штык — морской временный узел для удлинения троса путём привязывания тонкого троса к более толстому
- Регулируемый соединительный узел — морской временный узел, который составлен из пары задвижных штыков, завязанных на коренных концах пары коротких тросов для удлинения в общий длинный
- Простой полуштык — временное соединение тросов
- Простой штык — временное соединение тросов двумя петлями
- Простой штык со шлагом — временное соединение
- Удавка с полуштыками — для соединения концов проволоки; делают узел концом первой проволоки на второй и концом второй на первой
- Стопорный узел — временное соединение тонкого троса с более толстым
- Любовный узел — название для группы декоративных узлов, применяемых при помолвке

### В рыбной ловле
- Змеиный узел — постоянное соединение двух рыболовных лесок
- Рыбацкий узел — для постоянного связывания вместе концов двух лесок
- Рыбацкий штык — для временного привязывания рыбацкого якоря к якорному канату

### В ткацком деле
- Ткацкий узел — несколько узлов (шкотовый, прямой и другие), носящие название «ткацкий узел», способ завязывания которых был придуман для быстрого и постоянного соединения нитей и прядей в ткацком станке без намерения развязывать и без остановки производства ткани.
- Ложный ткацкий узел — постоянное связывание концов оборвавшейся пряди
- Польский узел (ткачество)

### В быту
- Ездовой узел — для временного связывания концов двух верёвок
- Скорняжный узел
- Кунгурский узел
- Охотничий узел
- Пикетный узел — бытовой узел для верёвочного ограждения
- Верблюжий узел — бытовой временный узел для удлинения верёвки путём привязывания тонкой верёвки к более толстой
- Зигзаговый узел — бытовой временный узел для крепления груза в кузове грузового автомобиля
- Травяной узел — для связывания вместе концов соломы, травы
- Питонов узел — бытовой узел для постоянного крепления на опоре
- Прямой узел в качестве соединяющего узла — опасен и, как следствие, неприменим[20]
- Простынёвый узел — для временного связывания вместе простыней с обязательными стопорными узлами при спуске со второго этажа при пожаре
- Бабий узел в качестве соединяющего узла — немного лучше, чем прямой узел[21]
- Тёщин узел в качестве соединяющего узла — самый опасный из ненадёжных[22], применим лишь при показе фокусов